# کنوانسیون باپتیست جنوبی
کنوانسیون بپتیست جنوبی (به انگلیسی: The Southern Baptist Convention (SBC)) یک مذهب مسیحی مستقر در ایالات متحده است. این مذهب، بزرگ‌ترین مذهب باپتیست جهان و بزرگ‌ترین گروه پروتستان در ایالات متحده است که تا ۲۰۱۲، نزدیک به ۱۶ میلیون عضو داشته‌است. این مذهب دومین گروه بزرگ مسیحی در ایالات متحده پس از کلیسای کاتولیک است.
واژهٔ جنوبی در کنوانسیون بپتیست جنوبی ریشه در بنیان گذاشته شدن آن در جنوب ایالات متحده دارد. در ۱۸۴۵، اعضای یک کنوانسیون ناحیه‌ای در آگوستا، جورجیا در پی انشقاق از باپتیست‌های شمالی بر سر مسئلهٔ ممنوعیت برده‌داران جنوبی از میسیونر شدن ایجاد شد. پس از جنگ داخلی آمریکا، انشقاق دیگری رخ داد، بیشتر باپتیست‌های سیاه در جنوب از کلیسای سفید جدا شدند تا جماعات، انجمن‌های محلی و کنوانسیون‌های ایالتی و ملی مستقلی را مانند کنوانسیون ملی بپتیست، دومین کنوانسیون بزرگ بپتیست، ایجاد کنند.
SBC در کنوانسیون سالیانهٔ خود در ۲۰۱۲ فرد لوتر جونیر را به عنوان نخستین آفریقایی آمریکایی به ریاست خود برگزید.